# Himantocladium cyclophyllum
Himantocladium cyclophyllum là một loài Rêu trong họ Neckeraceae. Loài này được (Müll. Hal.) M. Fleisch. miêu tả khoa học đầu tiên năm 1908.